# Compagnie franco-algérienne

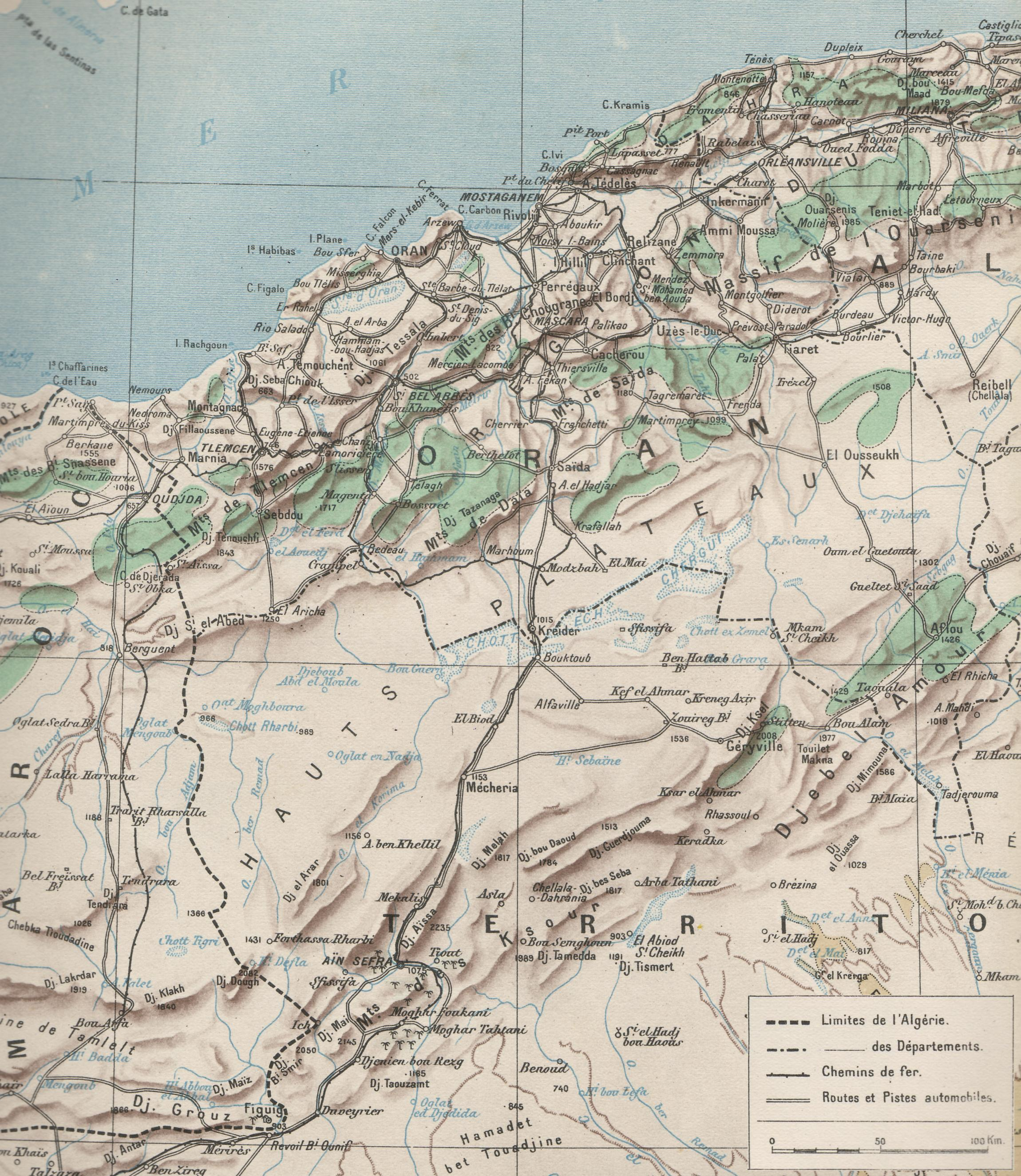
Carta delle ferrovie del Dipartimento di Orano (al 1930)

La Compagnie franco-algérienne (FA) era una società ferroviaria dell'Algeria costituita nel 1873 per la costruzione e l'esercizio di una rete di ferrovie nel Dipartimento di Orano, in Algeria. A causa delle difficoltà economiche finì in procedura fallimentare e cedette, nel 1888, la gestione delle linee alla Compagnie de l'Ouest algérien. Nel 1900 la compagnia fu sciolta e la rete ferroviaria posta a carico dell'Administration des chemins de fer de l'État e infine inglobata nella rete della Compagnie des chemins de fer algériens de l'État.

## Storia
La nascita della compagnia è legata, più che all'esercizio ferroviario in sé. soprattutto ad un progetto di sfruttamento agricolo del territorio algerino e in particolare all'"Alfa", un particolare arbusto legato alla produzione della carta di cui la compagnia si era assicurato il monopolio e una consistente quantità di terreni, circa 300 000 ettari,.
La compagnia ottenne la sua prima concessione, senza alcuna garanzia d'interesse, per la linea Arsew-Saïda e alcune prolungamenti, con decreto del 29 aprile 1874,. La linea, Arzew - Tizi - Saïda della lunghezza di 172 km, fu aperta il 28 settembre 1879, a scartamento 1055 mm. La concessione comprendeva anche la diramata Tizi - Mascara e la ferrovia Mostaganem - Tiaret di 200 km, tutte a scartamento 1055 mm.

### Estensione forzosa della ferrovia

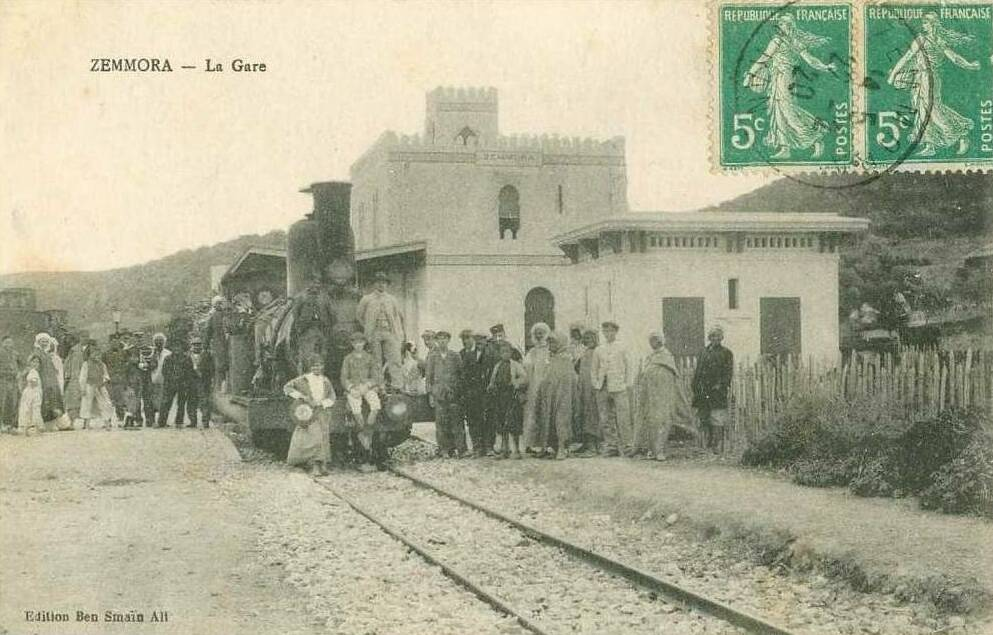
Stazione di Zemmora, sulla linea Mostaganem - Tiaret

A causa dell'insurrezione delle aree a sud del dipartimento di Orano, nel 1881 il Ministero della Guerra francese chiese al governo il prolungamento della ferrovia Arzew-Saïda fino a Mécheria per 138 km complessivi; l'8 agosto dello stesso anno fu emanata la legge che l'autorizzava. I lavori erano già stati iniziati e 1º giugno 1881 venne aperta la tratta per Kralfallah di 43 km. Alla fine del 1881 i binari erano arrivati a Kreider e l'11 aprile 1882 fu raggiunta Mécheria. Dati gli scopi militari la ferrovia non fece servizio viaggiatori fino al 1885 quando una legge del 25 luglio ne affidò la gestione alla compagnia franco algerina.
Il 20 novembre 1886 fu aperta la diramazione di 12 km, Tizi - Mascara la cui concessione del luglio 1883 era stata approvata con legge del 3 luglio 1884.
L'altra linea chiesta dalla compagnia, la Mostaganem - Tiaret di 197 km (a scartamento 1055 mm) la cui convenzione del 15 maggio 1884 fu approvata con legge del 15 aprile 1885, venne completata il 25 febbraio 1889.
Il 15 aprile 1886 la società siglò una convenzione, approvata il 31 luglio, per il prolungamento della ferrovia principale Arzew - Saïda - Mécheria per Aïn Séfra, per ulteriori 102 km di percorso; l'apertura avvenne nel 1887.

### Gravi difficoltà finanziarie e fallimento
Per l'insieme di vari fattori la compagnia si trovò sempre più in gravi difficoltà economiche in quanto il ricavo lordo di tutta la linea da Arsew a Kralfallah oltre ad essere limitato calava di anno in anno; dai 13 000 franchi/km, del 1883, era sceso a 7 700 franchi/km nel 1888. Ripetute richieste di ricontrattare una garanzia di interesse non vennero accolte e la società non fu in grado di distribuire dividendi agli investitori.
Non potendo più garantire un esercizio regolare fece un contratto per l'affidamento (per 5 anni) della gestione delle sue linee alla Compagnie de l'Ouest algérien; l'atto venne approvato con la legge 30 maggio 1888, tuttavia dopo la presentazione dei bilanci la compagnia fu posta in procedura fallimentare. Un concordato fallimentare omologato dal tribunale prolungò la sopravvivenza della società fino al 28 aprile 1890.
La compagnia scomparve in seguito alla legge 12 dicembre 1900 che demandava la gestione della rete all'Administration des chemins de fer de l'État. La rete ex-FA, da allora, prese il nome di Réseau Oranais de l'État, infine fu inglobata nella rete ferroviaria della Compagnie des chemins de fer algériens de l'État.
La lunghezza totale della rete, tutta a scartamento ridotto 1055 mm, aveva raggiunto nel 1913 968 km.

## Prolungamento della rete
Dopo il fallimento della compagnia, una legge del 25 gennaio 1892 dichiarò di pubblica utilità il prolungamento della ferrovia oltre Ain-Sefra, da finanziare con i fondi annualmente deliberati dal parlamento e non data in concessione; la linea fu realizzata a tratte:
il 1º marzo 1901 la ferrovia raggiunse Moghrar (53,8 km) e il 31 agosto il forte di Duveyrier (64,0 km); Beni Ounif (27,4 km) fu raggiunta il 3 agosto 1903, Bou-Aïech (34,5 km) in ottobre 1904. Il 4 febbraio 1905 furono attivati 25,6 km di linea fino a Ben-Zireg completando i lavori fino a raggiungere Béchar (51 km) il 21 aprile 1906.
Il prolungamento da Mostaganem a La Macta (29,9 km) fu aperto il 20 settembre 1908 dalla Compagnie des chemins de fer algériens de l'État a cui era stato ceduto.

## Materiale rotabile
| Gruppo             | Rodiggio | Anni di costruzione | Fabbrica    | Stabilimento | Note  |
| 1-12, 13-16, 22-23 | 040      | 1876, 1881, 1886    | SACM        | Grafenstaden | [ 8 ] |
| 24-27              | 040      | 1888                | SACM        | Belfort      |       |
| 105-114            | 130      | 1888                | Fives-Lille | Lilla        |       |
| 1-6                | 031t     | 1879                | SACM        | Mulhouse     |       |